# Jean Bart

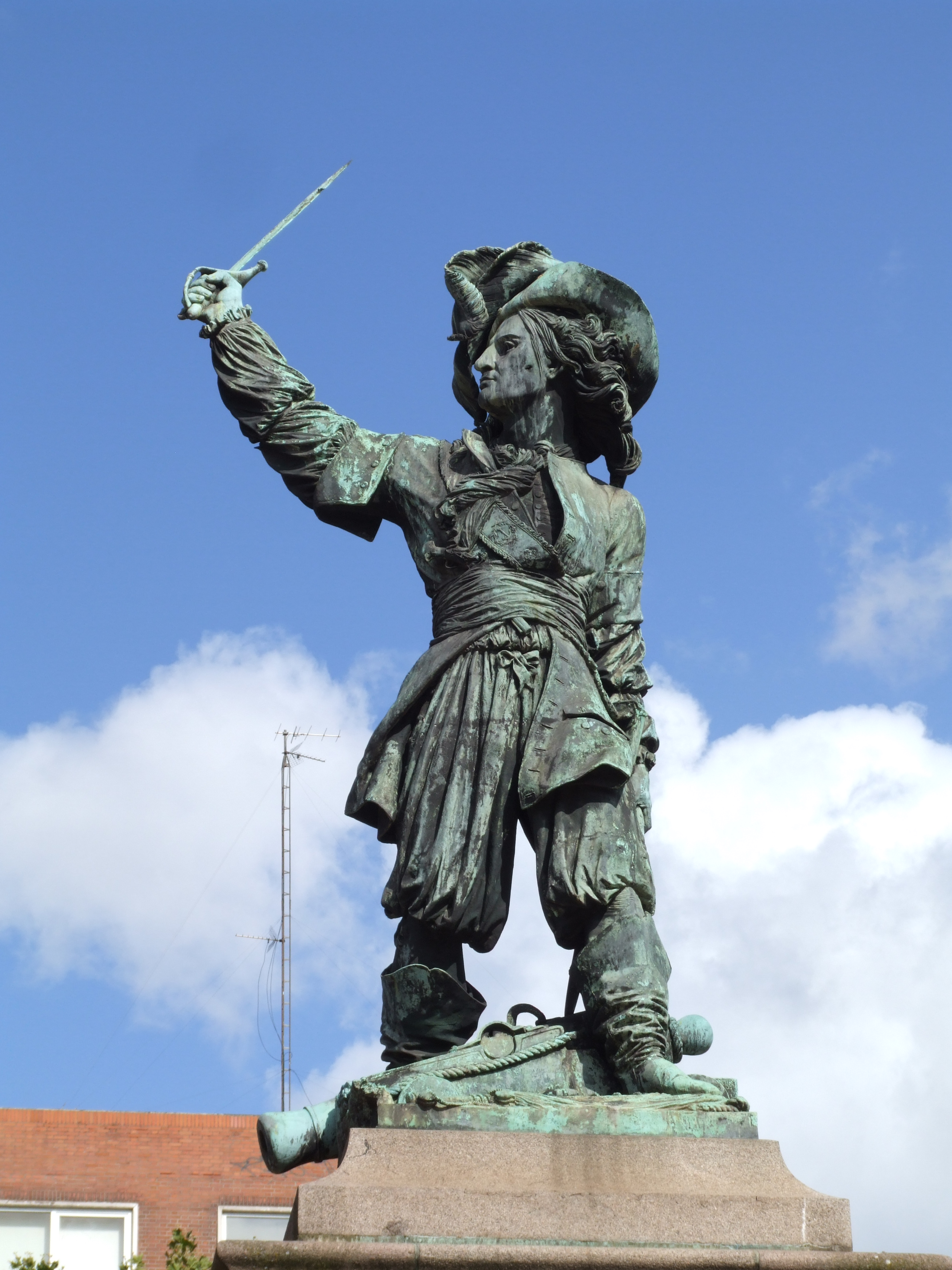
Estátua em homenagem a Jean Bart na praça Jean Bart em Dunquerque. Criado por David d'Angers, no 1845

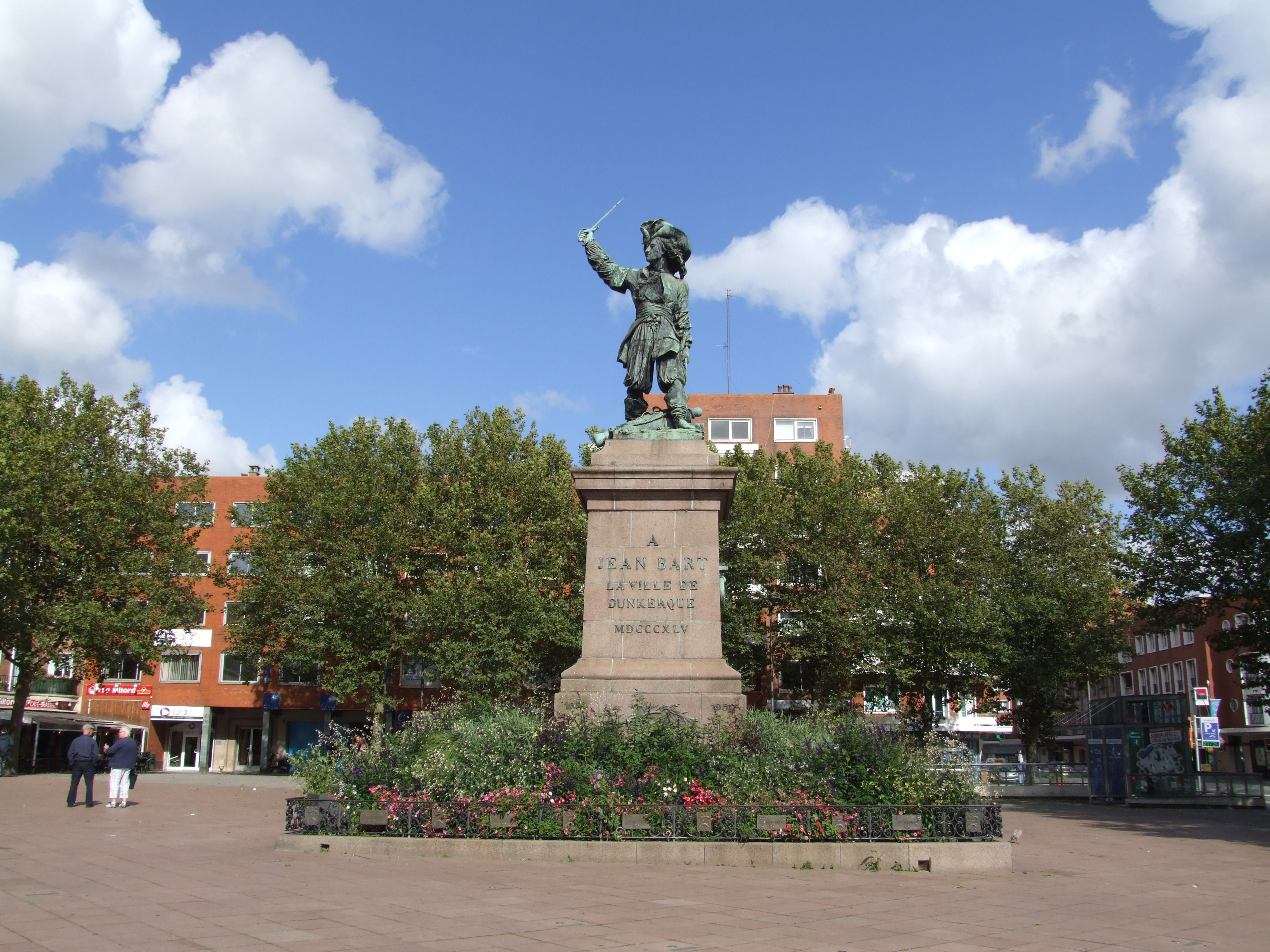
O Place Jean Bart, no centro de Dunquerque

Jean Bart (Dunquerque, 21 de Outubro de 1650 - Dunquerque, 27 de Abril de 1702), foi um corsário francês que ficou célebre pelos seus sucessos durante as guerras de Luis XIV, para quem trabalhava e que o fará nobre em 1694.

## Biografia
Jean Bart começa a navegar a partir dos 12 anos.Faz sua estreia nas águas do mar, na esquadra holandesa comandada por Michiel de Ruyter. 
Quando em 1672 estala a guerra entre a França e as Províncias Unidas Bart entra ao serviço dos Franceses sendo um dos corsários de Dunquerque. No Mediterrâneo ganhará distinção, onde teve uma comissão irregular, pois as suas origens modestas impediam-no de receber o comando de um navio
No entanto ele teve tanto sucesso que é promovido a Tenente em 1679 e muito rapidamente a Capitão e a Almirante
Durante a Guerra dos Nove Anos (1688-1697), Bart obteve os seus maiores sucessos:
- Em 1689, no começo da guerra foi capturado pelos ingleses, conjuntamente com Claude de Forbin, e é aprisionado em Plymouth. 3 dias mais trade os dois evadem-se e fogem para a Bretanha num barco a remos conjuntamente com mais 20 marinheiros.
- Em 1691 ele escapa ao bloqueio de Dunquerque e aterroriza a frota mercante Inglesa e as costas escocesas onde destrói um castelo e 4 aldeias.
- Em 29 de Junho de 1694 captura um comboio holandês carregado com cereais (trigo) , e assim salva Paris da fome provocada pelo bloqueio Anglo-Holandês. Esta acção torna-o extremamente popular, para além de ser condecorado com a Ordem de São Luis.
- Em 17 de Junho de 1696 obtém uma grande vitória no Dogger Bank destruindo mais de 80 navios mercantes Holandeses. Pela sua conduta nesta batalha, o corsário é nomeado Chefe de Esquadra da provincia da Flandres.

A paz de Reswick coloca um ponto final na sua carreira.
Jean casou duas vezes e teve 14 filhos, sendo que um deles, François Cornil, seguiu a carreira do pai tendo alcançado o posto de Vice-Almirante.
Bart morreu de pleurisia em 27 de abril de 1702 aos 52 anos e está sepultado na sua cidade natal na Igreja de Santo Elóia.

## Navios com o nome Jean Bart
Ao longo de dois séculos, a Marinha Francesa deu o nome de Jean Bart a 27 navios, de entre os quais estão:
- Jean Bart (1788) - Navio de linha com 74 canhões;
- Jean Bart (1811) - Navio de linha com 74 canhões;
- Jean Bart (1886) - Cruzador de 1ª classe com 4 800 toneladas;
- Jean Bart (1911) - Couraçado de 23 600 ton. O primeiro Couraçado Francês tipo Dreadnought;
- Jean Bart (1940) - Couraçado de 50 000 ton. armado com canhões de 380 mm. Apesar de lançado em 1940, apenas foi completado em 1955. Foi o último couraçado francês, tendo sido desmantelado em 1970;
- Jean Bart (1988) - fragata Anti-Aérea. Ainda ao serviço activo.